# Himertosoma zairense
Himertosoma zairense är en stekelart som först beskrevs av Pierre L. G. Benoit 1955.  Himertosoma zairense ingår i släktet Himertosoma och familjen brokparasitsteklar. Inga underarter finns listade i Catalogue of Life.